# Luc Tesson
Pour les articles homonymes, voir Tesson.
Luc Tesson est un illustrateur, dessinateur de presse et auteur jeunesse français, né en 1976.

## Biographie
Luc Tesson a publié, aux Éditions du Cerf, divers recueils dont Un ange passe et Le Bonheur. Dessinateur de presse, sa collaboration régulière avec Courrier Cadre fait de lui un partenaire de la communication des entreprises (Merck, La Poste, SNCF…). Il collabore à diverses revues dont Ombres et Lumière, de nombreux journaux internes ou syndicaux. Depuis 2005 il anime des congrès en assurant des prestations de dessin en direct (Société Générale, Lactalis, EDF, GDF, Airbus, Dassault, Michelin…).
Selon des styles différents, il a pu travailler pour la presse professionnelle comme Courrier Cadre, tandis que selon un style plus classique il a travaillé pour les éditions Eyrolles, Lamartinière ou encore le Cerf. Selon les publics, il adapte son trait à la petite enfance et varie son vocabulaire graphique pour se rapprocher au plus près de ses lecteurs.
En 2007, il fonde les Éditions de la Brèche et y publie Les Arts plumitifs, un recueil ou l'illustrateur se donne pour thème les affres de l'édition, l'écriture, la critique, etc.

## Publications
- Un ange passe , Éditions du Cerf, 2005.
- Le Bonheur, Éditions du Cerf, 2005.
- Les Arts plumitifs, Éditions de la Brèche, 2008.
- Dope ton efficacité, avec Nicolas de Kermadec, 2009.
- Guide pratique “PME : pensez propriété intellectuelle !”, avec la DGCIS et le ministère de l'Économie, 2011.